# Cabezón de Cameros
Cabezón de Cameros è un comune spagnolo di soli 21 abitanti situato nella comunità autonoma di La Rioja.